# Vòng loại Giải vô địch bóng đá thế giới 2018 – Khu vực châu Á (Vòng 1)
Dưới đây là các trận đấu của vòng loại giải vô địch bóng đá thế giới 2018 khu vực châu Á (Vòng 1) (và Vòng loại Cúp bóng đá châu Á 2019) diễn ra từ ngày 12 đến ngày 17 tháng 3 năm 2015.

## Thông tin
Tổng cộng có 12 đội (các đội xếp hạng 35–46 trong danh sách phân loại AFC) sẽ thi đấu lượt đi–lượt về theo thể thức sân nhà–sân khách. Sáu đội thắng sẽ giành quyền vào vòng 2.

## Hạt giống
Lễ bốc thăm cho vòng 1 được tổ chức vào ngày 10 tháng 2 năm 2015, 15:30 MST (UTC+08:00), tại trụ sở liên đoàn bóng đá châu Á (AFC) ở Kuala Lumpur, Malaysia.
12 đội bóng được chia thành 2 nhóm. Nhóm A bao gồm các đội xếp hạng 35–40, và nhóm B bao gồm các đội xếp hạng 41–46. Thứ hạng các đội dựa trên bảng xếp hạng FIFA tháng 1 năm 2015 (ghi trong ngoặc đơn). Mỗi cặp đấu bao gồm 1 đội từ nhóm A và 1 đội từ nhóm B, với đội từ nhóm A đăng cai lượt đi.
| Nhóm A | Nhóm B                                                                                            |
| --- | ------------------------------------------------------------------------------------------------- |
| 1. Ấn Độ (171) 2. Sri Lanka (172) 3. Yemen (176) 4. Campuchia (179) 5. Đài Bắc Trung Hoa (182) 6. Đông Timor (185) | 1. Nepal (186) 2. Ma Cao (186) 3. Pakistan (188) 4. Mông Cổ (194) 5. Brunei (198) 6. Bhutan (209) |

## Các trận đấu
| Đội 1             | TTS | Đội 2    | Lượt đi | Lượt về |
| ----------------- | --- | -------- | ------- | ------- |
| Ấn Độ             | 2–0 | Nepal    | 2–0     | 0–0     |
| Yemen             | 3–1 | Pakistan | 3–1     | 0–0     |
| Đông Timor        | 5–1 | Mông Cổ  | 4–1     | 1–0     |
| Campuchia         | 4–1 | Ma Cao   | 3–0     | 1–1     |
| Đài Bắc Trung Hoa | 2–1 | Brunei   | 0–1     | 2–0     |
| Sri Lanka         | 1–3 | Bhutan   | 0–1     | 1–2     |

| Ấn Độ              | 2–0                            | Nepal |
| ------------------ | ------------------------------ | ----- |
| - Chhetri 53', 70' | Chi tiết (FIFA) Chi tiết (AFC) |       |

| Nepal | 0–0                            | Ấn Độ |
| ----- | ------------------------------ | ----- |
|       | Chi tiết (FIFA) Chi tiết (AFC) |       |

Ấn Độ thắng với tổng tỷ số 2–0 và giành quyền vào vòng 2.
| Yemen                                      | 3–1                            | Pakistan             |
| ------------------------------------------ | ------------------------------ | -------------------- |
| - Al-Matari 3' - Boqshan 56' - Al-Sasi 69' | Chi tiết (FIFA) Chi tiết (AFC) | - Bashir 67' (ph.đ.) |

| Pakistan | 0–0                            | Yemen |
| -------- | ------------------------------ | ----- |
|          | Chi tiết (FIFA) Chi tiết (AFC) |       |

Yemen thắng với tổng tỷ số 3–1 và giành quyền vào vòng 2.
| Đông Timor                               | 4–1 Bị tịch thu                | Mông Cổ           |
| ---------------------------------------- | ------------------------------ | ----------------- |
| - Quito 4', 7' - R. Silva 84' - Neto 85' | Chi tiết (FIFA) Chi tiết (AFC) | - Batmönkhiin 87' |

| Mông Cổ | 0–1 Bị tịch thu                | Đông Timor   |
| ------- | ------------------------------ | ------------ |
|         | Chi tiết (FIFA) Chi tiết (AFC) | - Patrick 9' |

Đông Timor thắng với tổng tỷ số 5–1 và giành quyền vào vòng 2.
| Campuchia                             | 3–0                            | Ma Cao |
| ------------------------------------- | ------------------------------ | ------ |
| - Vathanaka 63', 80' - Laboravy 90+4' | Chi tiết (FIFA) Chi tiết (AFC) |        |

| Ma Cao                        | 1–1                            | Campuchia |
| ----------------------------- | ------------------------------ | --------- |
| - Lương Gia Khanh 52' (ph.đ.) | Chi tiết (FIFA) Chi tiết (AFC) | - Bin 29' |

Campuchia thắng với tổng tỷ số 4–1 và giành quyền vào vòng 2.
| Đài Bắc Trung Hoa | 0–1                            | Brunei    |
| ----------------- | ------------------------------ | --------- |
|                   | Chi tiết (FIFA) Chi tiết (AFC) | - Adi 36' |

| Brunei | 0–2                            | Đài Bắc Trung Hoa                |
| ------ | ------------------------------ | -------------------------------- |
|        | Chi tiết (FIFA) Chi tiết (AFC) | - Vương Duệ 37' - Chu Âu Lợi 52' |

Trung Hoa Đài Bắc thắng với tổng tỷ số 2–1 và giành quyền vào vòng 2.
| Sri Lanka | 0–1                            | Bhutan         |
| --------- | ------------------------------ | -------------- |
|           | Chi tiết (FIFA) Chi tiết (AFC) | - T. Dorji 82' |

| Bhutan                 | 2–1                            | Sri Lanka      |
| ---------------------- | ------------------------------ | -------------- |
| - C. Gyeltshen 6', 90' | Chi tiết (FIFA) Chi tiết (AFC) | - Madushan 34' |

Bhutan thắng với tổng tỷ số 3–1 và giành quyền vào vòng 2.

## Cầu thủ ghi bàn
Đã có 24 bàn thắng ghi được trong 12 trận đấu, đối với một trung bình là 2 bàn cho mỗi trận đấu.
2 bàn
- Chencho Gyeltshen
- Chan Vathanaka
- Sunil Chhetri
- Chiquito do Carmo

1 bàn
- Tshering Dorji
- Adi Said
- Khoun Laboravy
- Thierry Bin
- Chu Âu Lợi
- Vương Duệ
- Lương Gia Khanh
- Batmönkhiin Erkhembayar
- Hassan Bashir
- Subash Madushan
- Patrick Fabiano
- Jairo Neto
- Rodrigo Silva
- Abdulwasea Al-Matari
- Ala Al-Sasi
- Mohammed Boqshan